# Хаслем, Гарри
Гарри Юстас Хаслем (англ. Harry Eustace Haslam; 7 февраля 1883, Астон, Бирмингем — 7 февраля 1955, Илфорд) — английский и британский хоккеист на траве, вратарь. Олимпийский чемпион 1920 года.

## Биография
Гарри Хаслэм родился 7 февраля 1883 года в британском городе Астон (сейчас район Бирмингема).
Начал играть в хоккей на траве за «Вустершир», однако в 1905 году переехал на юг Англии и на протяжении многих лет выступал за «Илфорд», сборные Эссекса и Востока.
В 1920 году вошёл в состав сборной Великобритании по хоккею на траве на летних Олимпийских играх в Антверпене и завоевал золотую медаль. Играл на позиции вратаря, провёл 2 матча, пропустил 2 мяча (по одному от сборных Дании и Бельгии).
Провёл за сборные Англии и Великобритании 9 матчей.
В 1920 году награждён орденом Британской империи за службу в специальной полиции.
Работал в фирме, выпускавшей спортивные товары. Ездил по стране с первым в истории учебным фильмом о хоккее на траве. Занимался административной работой в хоккее, писал новостные заметки для прессы.
Умер 7 февраля 1955 года в британском городе Илфорд (сейчас часть Лондона).